# Konfrontationen
Konfrontationen ist ein Musikfestival für Jazz und Neue Improvisationsmusik, das seit 1980 von der Jazz-Galerie im burgenländischen Nickelsdorf veranstaltet wird.

## Geschichte des Festivals
Bereits im November 1976 begann der damals 22-jährige Hans Falb im soeben übernommenen elterlichen Gasthof in Nickelsdorf Konzerte zu veranstalten. Dies war anfangs als Heimstätte aller Spielarten des Jazz gedacht, entwickelte sich aber Ende der 1970er Jahre zu einem Zentrum des Avantgarde Jazz und der improvisierten Musik mit internationalem Renommee. Vorläufer des Festivals Konfrontationen waren ab September 1978 die Avant-Jazztage. Das Festival wird seit 1980 in Nickelsdorf nahe der ungarischen Grenze veranstaltet; neben Filmvorführungen, Kunstausstellungen, Theaterstücken und Lesungen finden dort im Juli/August regelmäßig Konzerte statt. So traten im ersten Jahr dort u. a. Jimmy Lyons, Oliver Lake, John Lindberg, Glenn  Spearman, Alexander von Schlippenbach und Sunny Murray auf. Seitdem spielten in Nickelsdorf Musiker wie Maarten Altena, Ab Baars, Conny Bauer, Tim Berne, Martin Blume, Thomas Borgmann, Lester Bowie, Anthony Braxton, Peter Brötzmann, John Carter, Günter Christmann, Clusone 3, Tony Coe, Lindsay Cooper, Andrew Cyrille, Bill Dixon, Axel Dörner, Marty Ehrlich, Susanna Gartmayer, Georg Gräwe, Phillip Greenlief, Alfred Harth, Julius Hemphill, Tristan Honsinger,  Joseph Jarman, Leroy Jenkins, Sven-Åke Johansson, Franz Koglmann, Peter Kowald, Steve Lacy, Daunik Lazro, Joëlle Léandre, Werner Lüdi, Raphe Malik, Walter Malli, Keshavan Maslak, Joe McPhee, Phil Minton, Roscoe Mitchell, Butch Morris, Louis Moholo, Don Moye, David Murray, Evan Parker, Werner Raditschnig, Max Roach, Hank Roberts, Herb Robertson, das Rova Saxophone Quartet, Irène Schweizer, Cecil Taylor, Henry Threadgill, Ken Vandermark, Fred Van Hove, Mal Waldron und Hannes Zerbe.

## Diskografische Hinweise
- 1983 – John Lindberg – The East Side Suite (Sound Aspects)
- 1984 – Spencer Barefield, Anthony Holland & Tani Tabbal – Live at Nickelsdorf Konfrontationen (Sound Aspects, 1984)
- 1985 – Griot Galaxy – Opus Krampus (Sound Aspects)
- 1995 – Joel Futterman-Kidd Jordan Quintet: Nickelsdorf Konfrontation (Silkheart, 1995)
- 2006 –  Peter Brötzmann – Lost & Found (FMP, ed. 2009)
- 2007 – Johannes Bauer, Clayton Thomas, Tony Buck – AUS Live in Nickelsdorf (Jazzwerkstatt, ed. 2009)
- 2012 – Mazen Kerbaj, Sharif Sehnaoui, Raed Yassin – "A" Trio – Live In Nickelsdorf (Roratorio, ed. 2014)
- 2014 – Sun Ra: Live in Nickelsdorf 1984 (Trost)
- 2019 – Irène Schweizer/Hamid Drake: Celebration (Intakt Records, ed. 2021)